# Джексон Коллінз
Джексон Коллінз (5 листопада 1998 , South Brisbaned ) — австралійський веслувальник на каное, срібний призер Олімпійських ігор 2024 року.

## Виступи на Олімпіадах
| Олімпіада  | Дисципліна                    | Місце |
| ---------- | ----------------------------- | ----- |
| Париж 2024 | байдарки-четвірки, 500 метрів | 2     |

## Зовнішні посилання
- Джексон Коллінз на сайті International Canoe Federation (англійська)
- Джексон Коллінз на сайті Olympics.com (англійська)
- Джексон Коллінз на сайті Australian Olympic Committee (англійська)